# Christine Marshall
Christine Marshall (Newport News, 11 de agosto de 1986) é uma nadadora norte-americana, ganhadora de uma medalha de bronze em Jogos Olímpicos.